# タスマニア大学
タスマニア大学（タスマニアだいがく、英語: University of Tasmania、略称：UTAS、UTas または Tas Uniとも呼ばれる）は、オーストラリア連邦タスマニア州内に3つのキャンパスを所有するタスマニア州の公立大学である。オーストラリアで4番目に古い大学であり、1890年1月に設立された。
気候変動対策に力を入れており、タイムズ・ハイアー・エデュケーションによるimpact ranking では、2022、2023年度連続でこの項目において世界で1番にランクインしている。impact ranking 総合では、2023年度において、世界で5位にランクインしている。
また大学の位置するタスマニア島特有の地形を活かし、海洋学、南極学の分野では、世界でトップクラスの研究力を有する。

## 組織
6学部

### 人文学部
- 音楽学校
- Riawunna (アボリジニー研究センター)
- アジア言語学＆アジア学科
- 英語学、ジャーナリズム＆ヨーロッパ言語学科
- 政治学科
- 歴史＆古典学科
- 哲学科
- 社会学＆社会福祉学科
- 視覚＆舞台芸術学科
- タスマニア芸術学科

### ビジネス学部
- 会計＆コーポレート・ガバナンス学科
- 経済学＆ファイナンス学科
- 経営学科

### 教育学部
- 教育学科

### 健康科学部
- 健康科学科
- 医学部
- 看護学＆助産術学校
- タスマニア薬学科
- Rural Clinical School
- Department of Rural Health

### 法学部
- 法律研究センター
- 法学科

### 科学・工学・科学技術学部
- 農業科学科
- 水産養殖学科
- 建築学科
- 化学科
- コンピュータ学校
- 地球科学科
- 工学科
- 地理学・環境科学科
- 数学・物理学科
- 植物科学科
- 心理学科
- 動物学科

## キャンパス
サンディーベイのホバートキャンパスと、ニューハムのローンセストンキャンパスの2つのメインキャンパスがある。州のはずれのほうの学生が1年目を引越しをしないで修了できるように、バーニーに3つ目のNorth-Westキャンパスがある。

## Residential Colleges（学生寮）

### ホバートキャンパス
- Christ College
- St John Fisher College
- University Apartments

- Jane Franklin Hall

### ローンセストンキャンパス
- Kerslake Hall
- Leprena
- Investigator Hall